# Agbor Gilbert Ebot
Agbor Gilbert Ebot, aussi appelé AGE, né le 8 janvier 1983 à Tiko, est un acteur, cinéaste et producteur camerounais,.
Il est le fondateur, en 2016, du Festival international du film du Cameroun (CAMIFF). La même année, il reçoit une médaille d'honneur des mains du président Paul Biya.

## Biographie

### Naissance et études
Agbor Gilbert Ebot naît le 8 janvier 1970 à Tiko d'un père camerounais originaire de la ville de Mamfé et d'une mère nigériane originaire de l'État de Cross River. Il a étudié au lycée technique du gouvernement GTHS de Mamfé.

### Carrière
Agbor Gilbert Ebot n'a fréquenté aucune école technique de cinéma, but he studied engineering. En 2003, il rencontre Jeta Amata, Fred Amata, Olu Jacobs et Rita Dominic à Calabar au Nigéria lors du tournages d'un film. Renvoyé souvent par manque de connaissance du domaine cinematographique. Il revenaient malgré tous sur les lieux, il s'assoyait là et aidait en tant qu'assistant de production sur le plateau, et c'est ainsi que son intérêt pour le cinéma a grandi.He has also worked with Ramsey Noah, Dakore Egbuson and Zack Orjin which enlighten him on the creation of the yearly CAMIFF Festival which brings together other entertainers to promote Cameroon's entertainment industry. En septembre 2017, il a représenté l'industrie cinématographique camerounaise aux Heroes in the Struggle Awards à Los Angeles et a dit :

« Parce que je ne tire pas les gens vers le bas, Dieu ne me laissera pas tomber, parce que je ne sais pas comment détruire les rêves, Dieu réalisera mon propre rêve, je suis un constructeur, je suis un partisan, je suis votre ami. »

### Controverse
Ebot a proféré des menaces contre la bloggeuse et activiste LGBT Bandy Kiki[Quand ?], affirmant que « Si je t'attrape pour le Cameroun, je vais bien te violer pour que le démon du lesbianisme s'en aille de ton corps. J'ai des plans pour te donner belle. »

## Filmographie
| - Pink Poison (2012) - The Blues Kingdom (2007) - The Land of shadow (2014) - Far (2014 film) |